# سرو تریستزا
سرو تریستزا (به اسپانیایی: Cerro Tristeza) یک کوه در ونزوئلا است که در سوکره واقع شده‌است. سرو تریستزا ۲٬۵۹۶ متر بالاتر از سطح دریا واقع شده‌است.